# Robert Pickton
Robert William „Willie“ Pickton (24. října 1949 – 31. května 2024) byl kanadský sériový vrah a kanibal. Přiznal se k 49 vraždám žen, obviněn byl z 26 vražd. Porota ho uznala vinným z šestinásobné vraždy druhého stupně. Byl odsouzen doživotí bez možnosti podmínečného propuštění po 25 letech výkonu trestu.
Ve vězení v Port-Cartier ho 19. května 2024 napadl spoluvězeň. Na následky těžkých zranění zemřel 31. května 2024 v nemocnici v Québecu.